# The Promised Neverland
The Promised Neverland (яп. 約束のネバーランド, Якусоку но Неба:рандо, Обіцяний Неверленд) — манґа, написана Шіраєм Кайу та проілюстрована Демідзу Посукою. Публікувалася в журналі Weekly Shonen Jump видавництва Shueisha із серпня 2016 року по червень 2020 року. Усі розділи було зібрано у двадцяти томах у форматі танкобон. Історія розповідає про групу дітей-сиріт, які планують втекти зі свого притулку, дізнавшись страшну таємницю про своє існування та мету притулку.
На основі манґи студія CloverWorks випустила аніме-серіал, який транслювався в програмному блоці Noitamina каналу Fuji TV. Перший сезон складався з 12 серій і виходив із січня по березень 2019 року. Другий сезон складався з 11 серій і виходив із січня по березень 2021 року. У грудні 2020 року вийшла екранізація у форматі ігрового фільму. Також Amazon Studios знімає ігровий серіал за манґою.
У 2018 році манґа виграла 63-тю премію Shogakukan у категорії «Шьонен». Станом на серпень 2023 року тираж The Promised Neverland перевищив 42 мільйони копій включно з цифровими версіями, що зробило її однією з найпродаваніших серій манґи за весь час. Твір отримав позитивні відгуки: критики високо оцінили розповідь, персонажів та світобудову. Перший сезон аніме-екранізації був добре сприйнятий і визнаний одним із найкращих аніме-серіалів 2010-х років. Другий сезон, однак, сприйняли негативно та критикували за поспішний темп та спрощення оригінального сюжету.

## Сюжет

### Світ
У світі, наповненому розумними істотами різних видів, було укладено угоду під назвою «Обіцянка», щоб покласти край довгій війні між людьми та так званими демонами. Згідно з «Обіцянкою», кожна раса мала жити у власному окремому «світі»: світ людей був вільний від загрози демонів; а у світі демонів створили ферми для розведення людей, яких потім використовували як їжу. Поїдаючи людей, демони набувають їхніх якостей, що не дають їм вироджуватися в нерозумних монстрів. У їхньому світі була створена спеціальна програма розведення під прикриттям дитячих будинків; там людська жінка, яка називалася «мати», наглядала б за дітьми, щоб вони виросли настільки розумними, наскільки це можливо (для демонів головний «інгредієнт» людини — мозок). На цих дітях були витатуйовані ідентифікаційні номери; вони не знали зовнішнього світу та вважали себе сиротами, а коли досягали певного віку або ставали достатньо розумними, їх віддавали нібито на усиновлення, а насправді — високопоставленим демонам.

### Історія
Дія відбувається у 2045 році, через 1000 років після укладання «Обіцянки». Головна героїня — яскрава та життєрадісна 11-річна дівчинка Емма живе в дитячому будинку (фермі) «Grace Field House» разом із 37 іншими сиротами. Вони ведуть комфортне життя з рясною їжею, чистим одягом, іграми та любов'ю своєї «мами» Ізабелли. Освіта цих дітей розглядається як важлива частина їхнього розвитку, а Емма зі своїми найкращими друзями Норманом і Реєм є вундеркіндами, які завжди відмінно складають регулярні іспити. Сиротам надана повна свобода, за винятком виходу за межі стіни чи воріт, які відокремлюють будинок від зовнішнього світу. Одного вечора дівчинку на ім'я Конні відправляють на «усиновлення», але Емма та Норман слідують за нею, щоб віддати її улюблену м'яку іграшку. Біля воріт вони знаходять Конні мертвою та дізнаються правду про сенс свого існування в цьому притулку, де їх вирощують як м'ясо для демонів. Емма і Норман планують разом із Реєм втекти з «Grace Field House». Згодом, вони вирішують (після наполягання дівчинки) врятувати усіх дітей, однак Нормана забирають на «усиновлення». Тоді Емма та Рей, розуміючи усю складність поставленої задачі, вирішують втекти разом із деякими своїми ровесниками, залишивши половину наймолодших дітей.
Втікачі виявляють, що життя за межами притулку сповнене небезпек, але під керівництвом Емми та Рея вони мають намір повернутися, щоб звільнити залишених дітей, а також дітей з інших ферм. Вони стикаються з демонами усіх видів, зокрема і з тими, які допомагають їм у пошуках. Пізніше Емма та Рей знову зустрічаються з Норманом і разом зі своїми союзниками борються за свободу проти королеви демонів Леґраваліми та людини Пітера Ратрі, який керує усіма дитячими фермами. Зрештою, Емма забезпечує свободу дітей та переробляє «Обіцянку», повертаючи всіх у світ людей, але ціною власної пам'яті.

## Персонажі
Емма (яп. エマ)
Сейю: Морохоші Суміре
Головна героїня, одинадцятирічна дівчинка, яка володіє неймовірними рефлексами й швидкістю. Ідеалістка, котра прагне організувати втечу для всіх мешканців дитячого будинку, навіть якщо успішність такої масової втечі вкрай сумнівна.
Норман (яп. ノーマン)
Сейю: Учіда Маая
Друг Емми, хлопець, який розбирається в тактиці. Як і Рей, він дотримується думки, що масова втеча з притулку навряд чи реалістична. Однак з любові до Емми прагне реалізувати її план, попри всю його безнадійність.
Рей (яп. レイ)
Сейю: Ісе Марія
Друг Емми, дуже начитаний та розумний. На відміну від інших дітей, він пам'ятає все, що відбувалося з ним із раннього дитинства, а тому із самого початку має уявлення про реальний стан справ. Рей — біологічний син Ізабелли, який давно співпрацює з матір'ю, щоб врятувати своїх друзів. На відміну від Емми планує втечу лише для себе, неї та Нормана.
Ізабелла (яп. イザベラ)
Сейю: Кайда Юко
«Мама» дитячого будинку, яка наглядає за дітьми і відповідає за постачанням їх демонам. Відома серед подібних їй працівниць тим, що завжди постачає м'ясо найвищої якості. Понад усе ставить якість своїх вихованців, а тому намагається не знищувати Емму та її друзів попри те, що знає про їхні плани.
Крона (яп. クローネ)
Сейю: Фуджіта Нао
Помічниця «мами», її робота полягала в допомозі Ізабеллі відшукати двох дітей, які дізналися таємницю притулку. Вбита демонами.

## Виробництво

### Створення
Перша концепція манґи виникла наприкінці 2013 року з чернетки, вона спочатку називалася просто Neverland, але пізніше через проблеми з авторським правом її перейменували на The Promised Neverland. Манґака Шірай Кайу приніс 300-сторінковий проєкт до редакційного відділу Weekly Shonen Jump. Редактор The Promised Neverland Суґіта Суґуру сказав, що «серія була амбітною роботою, не схожою на іншу манґу Jump, з яскравими та темними сценами, які потребували світ фантазії та саспенс». За словами Шірая, Суґіта запропонував вмістити серію у дванадцять томів, «приблизно такого розміру, як манґа „Зошит смерті“, але не більше».
Їм було важко знайти художника, чий стиль відповідав би історії: від відомих ілюстраторів до нових і перспективних талантів. Однією з кандидатів була Демідзу Посука, чий стиль, на думку Шірая та Суґіти, найкраще підходив для образів манґи. Деякі кандидати відхилили пропозицію зі словами «історія не схожа на манґу Jump» або «вона не стане хітом», тому автори були «справді щасливі та схвильовані», коли Демідзу погодилася працювати над манґою. За словами Суґіти, автор та ілюстратор мали певну синергію, подібну до тієї, що була між творцями «Зошиту смерті» Обою Цуґумі та Обатою Такеші. Перед початком публікації The Promised Neverland Шірай та Демідзу опублікували ван-шот Poppy's Wish (яп. ポピィの願い, Poppy no Negai) на онлайн-платформі Shonen Jump+ у лютому 2016 року. Ван-шот набув популярності серед читачів, тож Суґіта висловив думку, що вони — правильна команда для The Promised Neverland.

### Натхнення

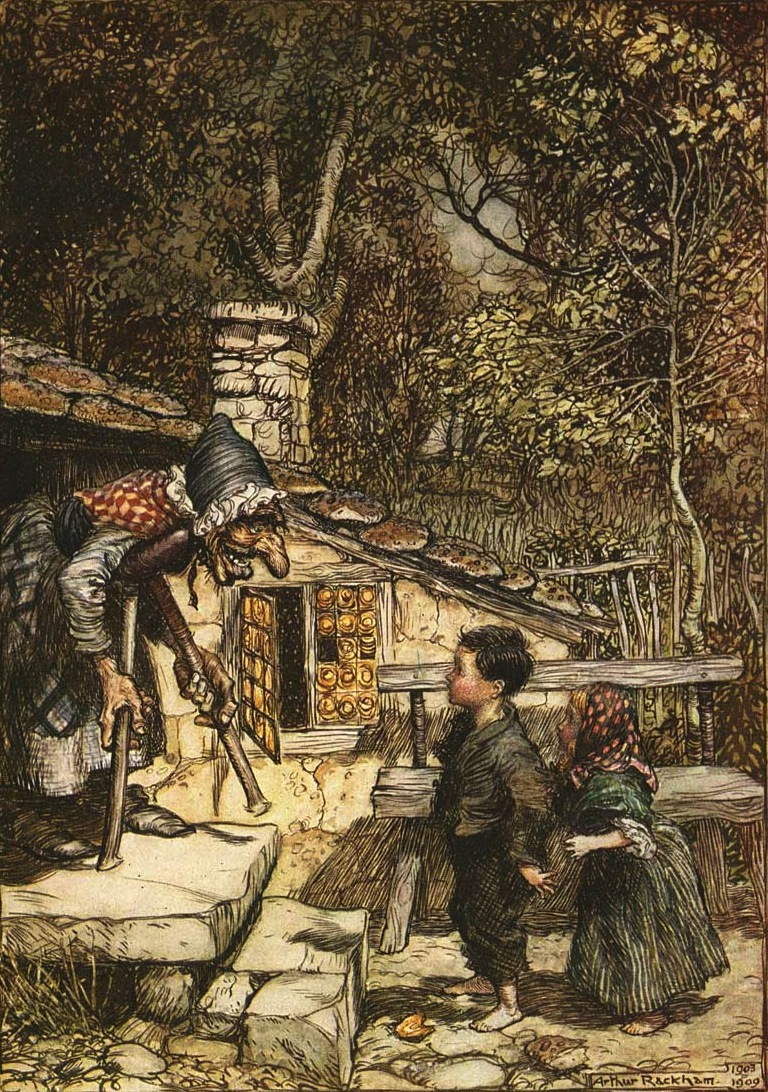
Одним із джерел натхнення для авторів «Обіцяного Неверленду» послужила казка «Гензель і Гретель»

Для створення сеттингу манґи Шірай надихався дитячими фольклорними книгами різних країн та відеоіграми на кшталт Final Fantasy, а щодо елементів жахів, він зазначив, що використовував лише власну уяву, бо не любив хорори. Також він згадав, що частина історії походить від кошмарів, які йому снилися в дитинстві, особливо після прочитання історії «Гензель і Гретель» про дітей, яких намагалися з'їсти, та манґи, присвяченій духам. Це змусило автора запитати себе, чи могли б монстри вирішити свої проблеми, якби вирощували людей як худобу. Шірай сказав: «Усі ці страхи, ідеї, впливи склалися в одне ціле. Так народилася історія The Promised Neverland».
Демідзу додала, що першим джерелом натхнення були японський фольклор і монстри з нього, а також європейські казки, такі як «Червона Шапочка» та «Гензель і Гретель». Також вона згадала Monster Урасави Наокі, всесвіт Ghibli та фільми про втечу з в'язниці, як-от «Втеча з Алькатраса», «Метелик», «Велика втеча» та американський телесеріал «Втеча з в'язниці».
Сеттинг твору був натхненний вікторіанською Англією, оскільки Шірай висловив бажання «дестабілізувати читачів і навести їх на хибні сліди», змусивши думати, що історія розгортається в англійському сиротинці в XIX сторіччі. Також автор хотів уникнути розміщення історії в дуже конкретних часових рамках. Особливих причин обрати Англію в автора не було, але йому сподобалася англійська назва сиротинця «Grace Field House». Шірай додав, що «для японців європейське містобудування є еталоном, дуже популярним та цінованим стилем». Коли Демідзу була молодшою, вона здійснила двомісячну поїздку для вивчення мови до Англії та зробила багато фотографій, які використовувала як орієнтир для ілюстрування манґи. Особливе враження на неї справили англійські ліси та атмосфера.

### Концепція та теми
На питання стосовно назви твору та її зв'язку з Неверлендом (вигаданим островом із казки «Пітер і Венді»), Шірай відповів, що Неверленд — це чарівне казкове місце, де можна весело провести час завдяки Пітеру Пену, але його половина темна та небезпечна. Він додав, що дві частини — «співжиття дитячої грайливості» та «небезпечна тінь, що витає знизу» — були факторами, які він намагався передати через The Promised Neverland. Автор та редактор хотіли зберегти слово «Неверленд» у назві, враховуючи історію та її розвиток. Потім вони додали «Обіцяний» (англ. Promised) приблизно тоді, коли працювали над історією після втечі. Вони визнали це слово важливим і домовилися згадати його в сюжеті.
Попри похмуру атмосферу, Шірай хотів опублікувати The Promised Neverland в орієнтованому на підлітків Weekly Shonen Jump замість якогось журналу сейнен-манґи, оскільки «сюжет не пов'язаний з віком, навіть якщо теми історії похмурі» та «не було причин позбавляти читачів журналу твору через редакційну політику». Він додав, що в серії є канонічні теми для шьонен-манґи, такі як взаємодопомога або перевершення самого себе. За словами Шірая, головними героями є діти, тому що журнал читають переважно молоді люди, завдяки чому читачам простіше ідентифікувати себе з персонажами; концепцію повстання дітей проти дорослих було використано, тому що це класична тема в багатьох історіях. Хоча автор визнав, що історія похмуріша, ніж більшість творів Weekly Shonen Jump, вони уникали використання «екстремальних тенденцій», таких як «ґуро», «насильство» або «нісенітниця», оскільки, на думку редактора, це зробило б твір «звичайною манґою», тож вони намагалися включати ці деталі якомога менше та використовувати їх лише тоді, коли це необхідно для історії.
Шірай сказав, що ідея про те, що учні з найнижчими оцінками першими залишають ферму на з'їдання демонам, хоча і не обов'язково є метафорою, покликана змусити читача поміркувати про сучасне суспільство. Хоча автор визнав схожість між манґою та японським суспільством із його шкільною системою, він уточнив, що «вона [манґа] призначена не для критики, а скоріше являє собою підхід до повсякденного життя, сім'ї, школи та того, як діти дивляться на дорослих». Попри тлумачення радикальної веганської організації PETA, котра заявила, що манґа є «памфлетом проти масового землеробства» та назвала її «провеганською», Шірай сказав, що не намагався наповнити твір моральними цінностями, і як автор не в змозі судити. Він підкреслив, що в історії ніколи прямо не говорилося, що демони були поганими. Також автор додав: «Мене не турбує те, що люди пов'язують веганство та інтенсивне розведення тварин, але наша головна мета — створити історію, щоб розважити людей, а не висловлювати моральне судження. Наша манґа — не критика споживацького суспільства як такого».

### Написання
Згідно з офіційним фанбуком 2020 року The Promised Neverland 0: Mystic Code, Шірай відчував, що обсяг останніх чотирьох розділів обмежував вміст, який він хотів додати. Зокрема для розкадровки 179-ої глави автор створив п'ять нарисів, але кожному з них бракувало сторінок. Також манґака визнав, що через рішення зробити 181-шу главу динамічнішою, йому не вистачило сторінок, проте на його думку кінцевий результат вийшов цілком задовільним. Окрім того, на світобудову The Promised Neverland вплинула пандемія Covid-19, наприклад, змінили карту світу людей.

## Медіа

### Манґа
Манґа The Promised Neverland, написана Шіраєм Кайу та проілюстрована Демідзу Посукою, публікувалася в журналі Weekly Shonen Jump видавництва Shueisha з 1 серпня 2016 року по 15 червня 2020 року. Shueisha зібрала розділи у двадцяти томах у форматі танкобон, що виходили з 2 грудня 2016 року по 2 жовтня 2020 року.
У липні 2016 року видавництво Viz Media оголосило про публікацію в цифровому вигляді перших трьох глав манґи в американському журналі Weekly Shonen Jump. Після цього воно публікувало нові розділи одночасно з оригінальними японськими. Перший друкований том у Північній Америці вийшов 5 грудня 2017 року. Одночасно Shueisha почала публікувати манґу англійською мовою на веб-сайті та в додатку Manga Plus у січні 2019 року.
16-сторінковий ван-шот про Рея під назвою First Shot вийшов у Weekly Shonen Jump 5 жовтня 2020 року. 36-сторінковий ван-шот про Крону Seeking the Sky вийшов у тому ж журналі 7 грудня 2020 року. 19-сторінковий ван-шот про дітей, які втілюють свої мрії в людському світі, під назвою Dreams Come True вийшов на заході «The Promised Neverland Special Exhibition», який проходив у Токіо з 11 грудня 2020 року по 11 січня 2021 року. 32-сторінковий ван-шот про Ізабеллу Mother's Determination вийшов у Weekly Shonen Jump 14 грудня 2020 року. 32-сторінковий ван-шот We Were Born, у якому розповідається історія «іншого The Promised Neverland», вийшов там же 4 січня 2021 року. І Dreams Come True, і We Were Born були зібрані в манзі-антології Kaiu Shirai x Posuka Demizu: Beyond The Promised Neverland, опублікованій 3 вересня 2021 року Shueisha та 8 листопада 2022 року Viz Media в Північній Америці.
Комедійний спін-офф Oyakusoku no Neverland (яп. お約束のネバーランド), проілюстрований Міядзакі Шюхеєм (автором Me & Roboco), вийшов у Jump Giga 26 липня 2018 року, а пізніше в додатку Shonen Jump+ з 11 січня по 28 березня 2019 року. Усі розділи були зібрані в одному томі-танкобоні, виданому 4 червня 2019 року.

### Ранобе
На основі манґи вийшло чотири ранобе авторства Нанао. Перший роман Yakusoku no Neverland: Norman kara no Tegami (яп. 約束のネバーランド～ノーマンからの手紙～, букв. «Обіцяний Неверленд: Лист від Нормана») вийшов 3 червня 2018 року. Другий, Yakusoku no Neverland: Mama-tachi no Tsuisōkyoku (яп. 約束のネバーランド～ママたちの追想曲～, букв. «Обіцяний Неверленд: Материнська пісня на згадку»), вийшов 4 січня 2019. Третє ранобе Yakusoku no Neverland: Sen'yū-tachi no Rekōdo (яп. 約束のネバーランド ～戦友たちのレコード～, букв. «Обіцяний Неверленд: Записи товаришів») вийшло 2 жовтня 2020 року. Історія розповідає про Лукаса та Юґо. Четверте, Yakusoku no Neverland: Omoide no Film-tachi (яп. 約束のネバーランド ～想い出のフィルムたち～, букв. «Обіцяний Неверленд: Фільми спогадів»), вийшло 4 грудня 2020 року, у ньому дія відбувається після фіналу манґи. За сюжетом, Емма, Норман та їхні друзі оповідають про свої спогади.

### Аніме

Логотип аніме

Аніме-адаптацію манґи оголосив Weekly Shonen Jump у травні 2018 року. Над створенням серіалу працювала студія CloverWorks, режисер — Канбе Мамору, сценарист — Оно Тошія, композитор — Обата Такахіро, а дизайн персонажів розробив Шімада Кадзуакі. Аніме складалося з 12 серій та транслювалося з 11 січня по 29 березня 2019 року в нічному програмному аніме-блоці Noitamina каналу Fuji TV. Одночасно серіал транслювався на Amazon Prime Video, але виключно в Японії, тоді як у Франції — на Wakanim. Вступну пісню (опенінґ) «Touch Off» виконав гурт Uverworld, а завершальні композиції (ендінґи) «Zettai Zetsumei» (яп. 絶体絶命) і «Lamp» — Cö Shu Nie.
Другий сезон було оголошено в березні 2019 року. Прем'єру спочатку запланували на жовтень 2020 року, але потім її відклали через пандемію COVID-19. Другий сезон транслювався в Noitamina з 8 січня по 26 березня 2021 року. Робочий та акторський склад повторили свої ролі, а автор оригіналу Шірай Кайу співпрацював зі сценаристами та керував написанням сценарію, хоча в титрах останніх двох серій сценаристи не вказані через негативну реакцію, яку отримав сезон. Вступну композицію «Identity» (яп. アイデンティティ) виконав Акіяма Кіїро, а завершальну пісню «Mahō» (яп. 魔法) — Myuk.
У Північній Америці аніме ліцензував дистриб'ютор Aniplex of America, транслювали його стримінгові сервіси Crunchyroll, Hulu, Funimation і Hidive з 9 січня 2019 року. 1 липня 2020 року Funimation почала потокове передавання англійського дубляжу серіалу. У США перший сезон транслювався в програмному блоці Toonami каналу Adult Swim, починаючи з 14 квітня 2019 року. У серпні 2020 року він став доступний для потокового передавання на Netflix у Японії, Італії, Сінгапурі та Таїланді, а 1 вересня того ж року — у Північній та Латинській Америці. Toonami транслював увесь сезон у ніч на 31 жовтня 2020 року в рамках марафону на Хелловін. 29 жовтня 2022 року канал повторив хелловінське передавання, але цього разу всього аніме. Другий сезон транслювався в Toonami з 11 квітня по 20 червня 2021 року. 28 січня 2022 року обидва сезони стали доступними на Disney+ Japan. Одночасно з цим Madman Entertainment транслювала аніме на AnimeLab в Австралії та Новій Зеландії. У Великобританії серіал ліцензувала компанія Anime Limited.
Перший сезон аніме-серіалу здебільшого повторює манґу та охоплює історію до 37 глави, на котрій закінчилася арка про втечу з притулку. Другий сезон являє собою скорочену версію подій, що відбуваються між 38-ю і 181-ю главою. Також є зміни в сюжеті, головними з яких стали відсутність кількох сюжетних арк і скорочення залишених, відсутність деяких персонажів та спрощення характерів наявних, а також інша кінцівка.

### Фільм
Прем'єра адаптації у вигляді ігрового фільму режисера Хіракави Юїчіро відбулася 18 грудня 2020 року в Японії. Фільм зібрав у прокаті 2,03 мільярда єн (17,7 мільйона доларів США) і отримав переважно позитивні відгуки критиків. Його було номіновано на дві нагороди VFX-JAPAN Awards та виграв одну в категорії «Найкращий театральний фільм».

### Серіал
У червні 2020 року стало відомо, що Amazon Studios і 20th Television знімають англомовний серіал-адаптацію манґи для Amazon Prime Video. Режисером став творець «Людини-павука: Навколо всесвіту» Родні Ротман, а сценаристом — Меґан Маллой. Виконавчими продюсерами виступили Ротман разом із автором фільму «Зошит смерті» Окою Масі, а також Роєм Лі та Мірі Юн із Vertigo Entertainment.

### Ігри
Заснована на манзі мобільна гра The Promised Neverland: Escape the Hunting Grounds вийшла 22 квітня 2021 року. Гру анонсували 7 січня 2021 року, а до 13 квітня в ній попередньо зареєструвалося понад 63 194 користувачів. Це онлайн-квест, в якому чотири гравці співпрацюють, щоб втекти з карти за мотивами манґи The Promised Neverland. Гравці керують різними персонажами та можуть використовувати різноманітну зброю та предмети, щоб перемогти демонів. Гру розробили Goodroid, її розмістили CyberAgent і вона є доступною на iOS і Android.
Кросовер між The Promised Neverland і мобільною грою Dragon Egg відбувся 22 травня 2020 року. Спільна подія з мобільною грою Vivid Army відбулася 12—26 листопада 2020 року, а з відеогрою Identity V — 23 лютого 2021 року. Другий кросовер з Identity V пройшов 24 вересня 2021 року. Спільна подія манґи з японською мобільною грою Jumputi Heroes сталася 15 березня 2021 року, а з LINE POP2 — 27 травня того ж року.

### Інше
4 листопада 2020 року вийшлов артбук під назвою The Promised Neverland: Art Book World (яп. 約束のネバーランド ART BOOK WORLD, Якусоку но Неба:рандо А:то Букку Ва:рудо, Обіцяний Неверленд: Світ артбуку). 21 червня 2022 року його опублікувала Viz Media. Альбом містить коментарі творців манґи та інтерв'ю. Фанбук The Promised Neverland 0: Mystic Code (яп. 約束のネバーランド 0 MYSTIC CODE, Якусоку но Неба:рандо 0 Місутікку Ко:до, Обіцяний Неверленд 0: Містичний код) вийшов 4 грудня 2020 року.
З 11 грудня 2020 року по 11 січня 2021 року в художньому музеї Морі в Роппонґі проходила мистецька виставка «The Promised Neverland Special Exhibition». Крім того, поруч із місцем проведення виставки відбувся захід у кафе «Cafe Grace Field». Його дизайн був оснований на «Grace Field House», і в ньому продавалися різноманітна їжа та напої за мотивами манґи. 2021 року виставка проходила ще чотири рази: з 17 березня по 5 квітня в Осаці; з 24 квітня по 9 травня в Конгрес-центрі Наґої; 3—25 липня в Окаямі та з 21 липня по 16 серпня в Саппоро.
У аніме був офіційний подкаст під назвою «The Promised NeverRadio», який вели Морохоші Суміре (голос Емми) та Коно Хійорі (голос Філа), і який складався зі 66 серій та тривав із 7 січня 2019 року по 4 квітня 2021 року. Під час подкасту Морохоші та Коно читали електронні листи та відповідали на запитання шанувальників. Програмний блок Noitamina каналу Fuji TV відсвяткував своє 15-річчя особливим концертом кінематографічного оркестру, який відбувся на Токійському міжнародному форумі 29—30 травня 2021 року. На концерті звучав оригінальний саундтрек з аніме-серіалу. У січні 2019 року щосуботи та щонеділі кафе «Noitamina Shop & Cafe Theatre» у Токіо проводило безкоштовний показ аніме-серіалу, а також продавало різноманітні страви та напої за мотивами шоу. З 17 серпня по 1 вересня 2019 року Noitamina Shop & Cafe Theatre запровадило спеціальне меню та пам'ятні подарунки на честь дня народження Емми, 15—24 січня 2021 року — на честь дня народження Рея, а 13—28 березня того ж року — на честь дня народження Нормана.
14 липня 2018 року в кафе «Shonen Jump» у Роппонґі з'явилися тематичний напій та підставка, натхненні The Promised Neverland. Під час співпраці між аніме та колекційною картковою грою WIXOSS, що відбулася 20 квітня 2019 року, в продаж поступив присвячений твору набір карт. Проєктом керувала художниця манґи Демідзу Посука, яка в минулому мала досвід ілюстрування карток. З 5 січня по 11 лютого 2019 року сталася колаборація між The Promised Neverland та повітряним розважальним центром віртуальної реальності The Sky Circus Sunshine 60 у Токіо. На оглядовому майданчику центру розмістили місце для фотографій, що відтворює постапокаліптичний світ манґи, художню виставку, обмежене видання товарів та оригінальні тематичні напої, натхненні Еммою, Норманом і Реєм. Співпраця з кафе «Princess Cafe» відбулася з 10 серпня по 8 вересня 2019 року в Ікебукуро, Акіхабарі, Осаці та Фукуоці. У рамках неї з'явилися ексклюзивні товари, їжа та напої за мотивами манґи. Колаборація The Promised Neverland із Cookpad Studio сталася в Осаці з 4 по 30 вересня 2020 року. Тоді стали доступними меню та сувеніри на основі твору. З 14 січня по 17 березня 2021 року відбулася колаборація з компанією Kanagawa Taxi Co., також відомою як Kanachu Taxi, під час якої на 88 їхніх автомобілях-таксі були розміщені зображення персонажів із «Обіцяного Неверленду», а клієнти отримували ілюстрації із зображеннями головних героїв манґи. Співпраця з брендом Megane Flower сталася 8 березня 2021 року; під час неї вийшла обмежена серія оправ для окулярів, натхненних головними героями. У рамках спільної події із Sony 2 вересня 2021 року вийшло обмежене видання електронних товарів за мотивами твору.
Під час співпраці між The Promised Neverland і кафе «Collabo Cafe Honpo», що пройшла з 14 лютого по 8 березня 2020 року в Акіхабарі та Ніхонбаші, стали доступними тематичні товари та меню за мотивами аніме. Колаборація з «Collabo Cafe Honpo LABO» відбулася з 8 серпня по 6 вересня 2020 року в магазині Ikebukuro East Exit Store у Канто, Токіо. На заході відзначали день народження Емми; також представили плюшеві копії головних героїв. Цим кафе керує та ж компанія, що й «Collabo Cafe Honpo», але його використовують для фотосесій з фігурками та плюшевими іграшками. У березні 2019 року в кількох містах Японії відкрилася мандрівна квест-кімната під назвою «The Promised Neverland: Escape From The False Paradise», розроблена SCRAP на основі манґи. Друга квест-кімната від тих же творців «The Promised Neverland: Escape From The Man-Eating Forest» відкрилася 8 липня 2021 року. Подія під назвою «Проникнути на ферму Greenland», створена у співпраці з парком розваг Greenland в Арао, розпочалася 20 березня і тривала до 6 червня 2021 року. На заході було представлено ексклюзивні товари та атракціони за мотивами аніме. У рамках співпраці The Promised Neverland із готелем Keihan, що проходила з 1 червня по 29 серпня 2021 року в шести різних місцях Японії, було розроблено шість концептуальних номерів із персонажами в натуральну величину, анімованими зображеннями декорацій, оригінальними товарами, голосами Емми, Нормана і Рея та міні-виставкою. Через популярність заходу ці товари продавалися до 31 березня 2022 року. З 17 липня по 30 грудня 2021 року в Роппонґі проходила практична, імерсивна виставка під назвою «Музей вражень The Promised Neverland Grace Field House Escape Edition», на якій було представлено копію «Grace Field House» у натуральну величину, різноманітний реквізит, персонажів твору, а також оригінальні товари. Під час виставки відкрилося тематичне кафе «Minerva Cafe», у якому подавалися різноманітні страви та напої, натхненні аніме-серіалом. З 11 лютого по 10 травня 2021 року в шістьох різних магазинах Loft відкрився тимчасовий pop-up-магазин для просування другого сезону. Ще один pop-up-магазин із продажу товарів на тему твору працював у Токійському аніме-центрі із 21 січня до 6 лютого 2022 року.

## Сприйняття

### Манґа
The Promised Neverland очолила рейтинг найкращої манґи для чоловіків за версією муку Kono Manga ga Sugoi! компанії Takarajimasha. Твір виграв «Турнір Шьонен 2018» редакції французького сайту Manga-News. На 12-му конкурсі ACBD Prix Asie de la Critique 2018 у Франції манґа увійшла в число рекомендованих журі робіт. На 21-му Японському фестивалі медіа-мистецтва 2018 року The Promised Neverland увійшла в число рекомендованих журі робіт у розділі манґи. На Comic-Con International серію обрали одним із найкращих творів у рейтингу «Найкраща та найгірша манґа 2018 року». The Promised Neverland було додано до списку Manga Edutainment 2020 фонду Nippon Foundation, створеним для того, «щоб визначити мангу, яка публікується як загальна робота, але також може відкривати нові світи та вести до навчання».
У списку «Книга року» журналу Da Vinci The Promised Neverland посіла 26 місце 2018 року; 35 місце 2019 року; вісімнадцяте 2020 року; і 26 місце в списку 2021 року. У проведеному TV Asahi опитуванні Manga Sōsenkyo 2021, у якому 150 000 людей проголосували за 100 найкращих серій манґи, The Promised Neverland посіла 46 місце. Barnes & Noble помістили The Promised Neverland до списку «Наша улюблена манґа 2018 року». У 2018 та 2019 роках твір потрапив до списку найкращих графічних романів для підлітків за версією Американської бібліотечної асоціації. Згідно з опитуванням 2021 року, проведеним компанією LINE Research серед японських старшокласників, у яких запитували «якою манґою вони зараз захоплюються», The Promised Neverland посіла друге місце серед дівчат і десяте серед хлопців.
The Promised Neverland рекомендували художники манґи Акімото Осаму та Ода Еїчіро, кожен із яких написав схвальні коментарі, котрі розмістили на обі другого та четвертого томів відповідно. Автор Окада Тошіо також похвалив і рекомендував манґу.

#### Продажі
У 2018 році The Promised Neverland стала 24 найпродаванішою франшизою в Японії з орієнтованим обсягом продажів у 1,9 мільярда єн. 2020 року вона піднялася до десятого місця за продажами, а їхній орієнтований обсяг зріс до 3,5 мільярда єн.
Протягом усього випуску кожен том The Promised Neverland знаходився на вершині продажів. Станом на серпень 2017 року тираж манґи складав 1,5 мільйона копій, а на жовтень 2017 року зріс до 2,1 мільйона. До квітня 2018 року наклад восьми томів складав 4,2 мільйона примірників, а до червня 2018 року наклад дев'яти — 5 мільйонів. На січень 2019 року тираж дванадцяти томів складав 8,8 мільйона примірників. Станом на вересень 2019 року наклад манґи перевищив 16 мільйонів копій, на червень 2020 року — 21 мільйон, на жовтень 2020 року — 25 мільйонів, на грудень того ж року — 26 мільйонів, на квітень 2021 року — 32 мільйони, на серпень 2022 року — 41 мільйон. Станом на серпень 2023 року тираж манґи перевищив 42 мільйони копій включно з цифровими версіями.
У Японії The Promised Neverland стала восьмою найпродаванішою манґою 2018 року (усього було продано понад 4,2 мільйона копій), четвертою 2019 року (понад 7,4 мільйона), шостою 2020 року (понад 6,3 мільйона) та шостою в першій половині 2021 року (понад 3,1 мільйона). 2018 року початковий наклад сьомого тому The Promised Neverland склав 400 000 примірників. 2019 року початковий наклад вісімнадцятого тому склав понад 600 000 примірників. Наступного року початковий тираж двадцятого тому склав 700 000 копій.
У березні та квітні 2021 року перший том The Promised Neverland потрапив до списку бестселерів «Нью-Йорк таймс». Також кілька разів з 2018 по 2021 рік окремі томи манґи входили до щомісячного списку 20 найкращих графічних романів для дорослих за версією NPD BookScan. У березні 2021 року перший том «Обіцяного Неверленду» посів четверте місце в списку бестселерів Publishers Weekly. У вересні того ж року двадцятий том посів десяте місце в тому ж списку. У США перший том розійшовся накладом 37 000 і 77 000 примірників у 2020 і 2021 роках відповідно. Крім того, The Promised Neverland посіла тринадцяте місце в рейтингу 100 найпродаваніших цифрових манґ 2021 року за версією Rakuten.

#### Критика
Лерой Дурессо з Comic Book Bin оцінив перший том на 9 із 10. Він похвалив персонажів, розповідь і графіку, підсумувавши: «У результаті вийшло зловісне, темне фентезі та таємничий трилер». Гейб Перальта із The Fandom Post у рецензії першого тому похвалив його за сюжетні повороти й саспенс, поставив йому оцінку «B+» і сказав: «The Promised Neverland відчувається як сучасний комікс Weekly Shōnen Jump у всьому — він енергійний і прагне догодити». Кетрін Дейсі із The Manga Critic високо оцінила манґу. Оглядачці сподобалася світобудова, швидкий темп, чіткі ілюстрації та шокуючий сюжетний поворот у першому томі. Вона також похвалила представлення головних героїв та основний конфлікт.
Ребекка Сільверман з Anime News Network отримала задоволення від першого тому манґи та дала йому оцінку «A-», супроводивши коментарем: «Напружений темп оповіді, цікаві літературні відсилання, малюнок та історія добре працюють разом, сильний сюжет і розставлені натяки на майбутній розвиток подій». Нік Крімер із того ж веб-сайту дав другому тому оцінку «B+» і назвав його «унікальною та цілком захопливою історією, що пропонує веселу тактичну драму та вражаючі візуальні елементи». Крімер похвалив третій том, сказавши, що сестра Крона і нові союзники Емми додають захопливої складності історії, яка є водночас щільно вибудованою та тематично гострою. На його думку, манґа залишається однією з найунікальніших і найзахопливіших шьонен-історій. За словами оглядача, четвертий том «задовільно поєднує привабливий малюнок та надійні характеристики, пропонуючи ще більше причин ознайомитися із цією дуже унікальною манґою» з її «чудовим світом і розвитком персонажів, котрі закладають підґрунтя для справді захопливої втечі». Крімер поставив п'ятому та шостому томам оцінку «A−» і удостоїв похвали «витончений перехідний етап, що пропонує деякі з найзахопливіших конфліктів і прекрасніших сцен історії на даний момент» і «з таким інтелектом долає „велике розкриття світу“». В оглядах на томи із сьомого по дев'ятий, він зауважив: «Загалом, встановлюючи амбіції історії на новий горизонт, при цьому повторно представляючи деякі з початкових концепцій, котрі зробили цю мангу такою захопливою, The Promised Neverland продовжує крокувати вперед із надзвичайною впевненістю». Також рецензент додав, що у восьмому томі «ілюстрації Демідзу ніколи не виглядали краще». Крім того, на думку Крімера події дев'ятого тому перетворюють основну привабливість «Обіцяного Неверленду» на театральний бойовик, при цьому бої залишаються зрозумілими, а монстри жахливими.
Шон Ґаффні з A Case Suitable for Treatment високо оцінив розповідь і персонажів одинадцятого та дванадцятого томів і додав: «Вона залишається однією з найкращих серій Jump, які я читав за останні роки. Обов'язкова до покупки. Продовжуючи поєднувати найкращі елементи жахів і захопливих пригод, The Promised Neverland залишається першокласним твором Jump». Ґаффні висвітлив нові напрямки та теми манґи в п'ятнадцятому томі, підсумувавши: «Більша частина цього тому складається з політичних інтриг (хоча й серед демонів) і морально-етичних аргументів. Він добре написаний, і я думаю, що це дуже хороший том. Він не той The Promised Neverland, з якого ми починали, і це добре. Хоча я й ностальгую за старим відчуттям роману-саспенсу, його все одно варто прочитати». В огляді чотирнадцятого та п'ятнадцятого томів Вольфен Мундотер із Sequential Tart похвалив філософські дискусії про етику, з чудовими доводами обох сторін; на його думку, творча команда виконала гарну роботу, показавши плюси та мінуси кожної сторони та дослідивши, що мораль не так легко визначити чи досягти, як хотілося б. Мундотер також похвалив історичну частину шістнадцятого і сімнадцятого томів, сказавши, що історія Ґілана є трагічною та пропонує велику паралель з історією Нормана, оскільки вони обидва готові прийняти такі втрати зараз, на котрі не погодилися б колись. Рецензент завершив огляд згадкою кінцівки манґи, заявивши, що «є кілька хороших заключних філософських роздумів — одна з моїх улюблених речей цієї манґи, тому я радий, що вона залишається відмінною рисою останнього тому. Він досить добрий та зробив прочитання того вартим».
Критик і манґака Фуджімото Юкарі описала The Promised Neverland так: «По-перше, попри те, що манга публікувалася в шьонен-журналі, головна героїня — жінка. З'являється багато дітей, зображено сцени боротьби та спільного життя, але немає ніякої різниці між ролями чоловіків та жінок, усе дуже добре збалансовано. Розвиток історії цікавий, і в момент її виходу я з нетерпінням чекала наступного тому. Крім того, наприкінці оповідання увага зосереджена на розширенні меж і можливостей як демонів, так і людей. Також вона спрямована на знищення поточного гендерного порядку, наприклад, визнання жертовності чоловіків». Художниця манґи Мідзоґучі Хіроко похвалила твір і зазначила, що ілюстрації та персонажі дуже добре намальовані, а історія чудова та захоплива. Також вона відзначила сильних жіночих персонажів. Член Групи дослідження гендерної наукової фантастики Тачібана Манамі заявила, що The Promised Neverland — це історія про пригоди та шляхетну втечу, в якій діти з притулку розуміють, що вони не сироти, а діти, вирощені на фермі на корм монстрам. Вона описала сюжет як гру, в котрій ви вирішуєте задачі одну за одною та переходите до наступної. На завершення оглядачка оплескала Shueisha за публікацію історії, що так відрізняється від решти їхніх робіт.
Цуджі Масакі похвалив манґу за «ясний початок, поворот і завершення», назвавши це «рідкісним для довгої історії, яка набула популярності». Також він додав, що The Promised Neverland є однією з найкращих завершених серій останніх років. Нарімаса Реїчі з Real Sound високо оцінив гарну розповідь і світогляд манґи, а також назвав малюнки Демідзу Посуки витонченими. Оглядач підкреслив психологію та напруженість твору, в якому «діти використовують свою мудрість, щоб протистояти істотам, котрих не здатні перемогти власними силами». Він зазначив, що остання арка, в якій монстр поїдає людей та демонів, по суті ілюструє тему манґи — сумний кінець тих, хто монополізував багатство і приніс у жертву слабких. Нарімаса додав, що «реалізм The Promised Neverland підкріплюється „дилеммою мети та жертви“, в якій необхідні для мети жертви відкидаються, але безуспішно» і що сам твір «блискуче побудований».

#### Нагороди та номінації
| Рік  | Премія                               | Категорія                                               | Результат   | Прим.           |
| ---- | ------------------------------------ | ------------------------------------------------------- | ----------- | --------------- |
| 2016 | Mandō Kobayashi Manga Award          | Премія за новий випуск                                  | Перемога    | [ 223 ]         |
| 2017 | Mandō Kobayashi Manga Award          | Гран-прі манґи                                          | Перемога    | [ 224 ]         |
| 2017 | Tsutaya Comic Award                  | Новий прорив                                            | Перемога    | [ 225 ]         |
| 2017 | Manga Shimbun Taishō                 | Гран-прі                                                | Перемога    | [ 226 ]         |
| 2017 | Манґа тайшьо                         | Манґа тайшьо                                            | Номінація   | [ 227 ] [ 228 ] |
| 2017 | Next Manga Award                     | Друкована манґа                                         | Друге місце | [ 229 ]         |
| 2018 | Премія манґи Shogakukan              | Найкраща шьонен-манґа                                   | Перемога    | [ 230 ] [ 231 ] |
| 2018 | Культурна премія імені Тедзуки Осаму | Культурна премія                                        | Номінація   | [ 232 ]         |
| 2018 | Манґа тайшьо                         | Манґа тайшьо                                            | Номінація   | [ 233 ]         |
| 2018 | Salón del Manga de Barcelona         | Найкраща шьонен-манґа                                   | Номінація   | [ 234 ]         |
| 2018 | Tsutaya Comic Award                  | Найкраща за весь час                                    | Третє місце | [ 235 ]         |
| 2018 | Google Play Awards                   | Премія за видатні досягнення (голосування користувачів) | Перемога    | [ 236 ]         |
| 2018 | Ridibooks Comic Award                | Премія за нову трендову манґу                           | Перемога    | [ 237 ] [ 238 ] |
| 2019 | French Babelio Readers' Awards       | Найкраща манґа                                          | Перемога    | [ 239 ]         |
| 2019 | Mangawa Awards                       | Найкраща шьонен-манґа                                   | Перемога    | [ 240 ] [ 241 ] |
| 2019 | French Manga Prix                    | Найкраща манґа                                          | Перемога    | [ 242 ]         |
| 2019 | Культурна премія імені Тедзуки Осаму | Культурна премія                                        | Номінація   | [ 243 ]         |
| 2019 | French Konishi Prize                 | Найкраща перекладена манґа                              | Номінація   | [ 244 ]         |
| 2019 | Geeks d'Ouro                         | Найкраща манґа                                          | Номінація   | [ 245 ]         |
| 2019 | Ridibooks Comic Award                | Великий приз                                            | Перемога    | [ 246 ]         |
| 2019 | Piccoma Award                        | Приз Luna                                               | Перемога    | [ 247 ] [ 248 ] |
| 2019 | Japan Expo Awards                    | Премія «Дарума» за найкращу нову манґу                  | Перемога    | [ 249 ]         |
| 2019 | Japan Expo Awards                    | Премія «Дарума» за найкращий сценарій                   | Перемога    | [ 249 ]         |
| 2019 | Saló del Manga de Barcelona          | Найкраща шьонен-манґа                                   | Перемога    | [ 250 ] [ 251 ] |
| 2020 | Lucca Comics & Games                 | Премія Amazon Comics                                    | Перемога    | [ 252 ] [ 253 ] |
| 2020 | French «Les Mordus du Manga» Awards  | Великий приз                                            | Перемога    | [ 254 ]         |
| 2020 | Anime Click Award                    | Найкраща нова манґа                                     | Перемога    | [ 255 ] [ 256 ] |
| 2020 | Anime Click Award                    | Найрозшукуваніша манґа                                  | Перемога    | [ 255 ] [ 256 ] |
| 2020 | Sense of Gender Awards               | Великий приз                                            | Перемога    | [ 257 ]         |
| 2020 | Saito Takao Award                    | Великий приз                                            | Номінація   | [ 258 ]         |
| 2021 | Geeks d'Ouro                         | Найкраща перекладена манґа                              | Номінація   | [ 259 ]         |
| 2021 | Культурна премія імені Тедзуки Осаму | Культурна премія                                        | Номінація   | [ 260 ]         |
| 2021 | Премія «Сейун»                       | Найкращий комікс                                        | Номінація   | [ 261 ]         |

### Аніме
На сайті Rotten Tomatoes рейтинг першого сезону аніме-екранізації The Promised Neverland складає 100 % на основі п'яти відгуків. У лютому 2020 року шоу перемогло в категорії «Найкраще фентезі» на Crunchyroll Anime Awards, а Ізабелла — в категорії «Найкращий антагоніст». Polygon назвав серіал одним із найкращих аніме 2010-х, а Crunchyroll помістив його до «Топ-100 найкращих аніме 2010-х». IGN також включив The Promised Neverland до числа найкращих аніме-серіалів 2010-х років. Бразильський веб-сайт Legiao Dos Herois помістив перший сезон до списку «10 найуспішніших аніме» десятирічя.
The Verge помістив The Promised Neverland до списку найкращих аніме 2019 року. Джеймс Беккет з Anime News Network поставив його на п'яте місце в рейтингу аніме-серіалів 2019 року, а Туссен Іґан із Thrillist — на третє в топі найкращих представників японської анімації того року. Другий сезон The Promised Neverland став другою найбільшою аніме-прем'єрою в історії сайту MyAnimeList після Attack on Titan: Final Season.

#### Критика
В огляді першого сезону для Syfy Бріттані Вінсент похвалила поворот наприкінці першої серії, прокоментувавши: «Спостеження за, здавалося б, ідилічною спільнотою безтурботних дітей, які бачать, як їхня реальність руйнується таким жорстоким чином, просто зобов'язує вас продовжувати дивитися це шоу». Оглядачка особливо похвалила анімацію та дизайн персонажів, сказавши: «Це не звичайні аніме-діти з рожевим волоссям і дивними костюмами. Головна героїня, Емма, взагалі майже не схожа на типового аніме-персонажа, завдяки її рудому світлому волоссю та широко розплющеним очам». Крім того, Вінсент назвала серіал «чудовим поєднанням таких шоу, як Deadman Wonderland і Seraph of the End, з жахливо моторошними персонажами та розповіддю, котра змушує вас здогадуватися протягом усього перегляду».
Аллен Муді із THEM Anime Reviews дав першому сезону 4 зірки з 5. Він похвалив аніме за його історію та здатність персонажів «розробляти дивовижно витончені стратегії (і контрстратегії), які дивують як глядача, так і їхніх ворогів» та додав, що серіал «постійно підтримує високий рівень психологічної напруги, хоча явний, несподіваний жах вражає нас усього пару разів». Муді підсумував: «Я був цілком задоволений історією, яку ми тут маємо. Тут є карколомні події та моменти чистого жаху, але також присутній незгасимий людський дух».
Другий сезон The Promised Neverland, зокрема останню серію, сприйняли переважно негативно, оскільки багато хто вважав його поспішним і вимушеним закінченням. В огляді для Polygon Рафаель Мотамайор сказав, що хоча оригінальна історія не погана, сезон, особливо з п'ятого епізоду і далі, зламав темп і напругу попередніх серій. Оглядач заявив, що на відміну від аніме-екранізації «Сталевого алхіміка» 2003 року, яка відрізняється від вихідного матеріалу, але зберігає його суть, аніме The Promised Neverland не планувало розповідати власну історію, а скоріше пропускало глави манґи, «щоб покінчити з історією якнайшвидше». Мотамайор додав, що розповідь другого сезону дещо нагадує сюжетну лінію оригіналу, «але відкидає те, що насамперед зробило її вражаючою», та порівняв його з останнім сезоном «Гри престолів».
Джейрус Тейлор з Anime News Network назвав аніме-адаптацію The Promised Neverland «повною катастрофою». Він розкритикував зміну основного фокуса манґи: замість того, щоб бути горор-фентезі, схожим на «більш лінійну версію Hunter × Hunter», екранізація намагається бути містичним трилером, «другим пришестям „Зошита смерті“». Хоча Тейлор похвалив досить напружену подачу, він зазначив, що аніме пожертвувало елементами світобудови, внутрішніми монологами та глибиною персонажів, а також спростило теми манґи та її повідомлення. Рецензент розмірковував про різні причини змін у другому сезоні, але в кінці підсумував: «Незалежно від того, що сталося, другий сезон доволі сильно провалився». Тейлор дійшов висновку, що навіть без пропуску вмісту манґи, аніме було погано підготовлено до подій після арки «Grace Field House», і завершив огляд словами: «У будь-якому випадку, кінцевий результат справді розчаровує, манґа The Promised Neverland легко стала одним із найцікавіших і найпродуманіших творів у лінійці Shonen Jump. Шкода, що її аніме-аналог не зміг реалізувати свій потенціал».

#### Нагороди та номінації
| Рік  | Премія                   | Категорія                                                       | Номінант                     | Результат      | Прим.           |
| ---- | ------------------------ | --------------------------------------------------------------- | ---------------------------- | -------------- | --------------- |
| 2019 | Anime Grand Prix         | Гран-прі                                                        | The Promised Neverland       | Четверте місце | [ 276 ]         |
| 2019 | Anime Grand Prix         | Найкращий чоловічий персонаж                                    | Норман                       | П'яте місце    | [ 276 ]         |
| 2019 | Anime Grand Prix         | Найкращий жіночий персонаж                                      | Емма                         | Перемога       | [ 276 ]         |
| 2019 | Newtype Anime Awards     | Премія Nogizaka46 (щомісячна спільна спеціальна премія Newtype) | The Promised Neverland       | Перемога       | [ 277 ]         |
| 2019 | IGN Awards               | Найкраще аніме                                                  | The Promised Neverland       | Номінація      | [ 278 ]         |
| 2020 | Crunchyroll Anime Awards | Аніме року                                                      | The Promised Neverland       | Номінація      | [ 279 ] [ 280 ] |
| 2020 | Crunchyroll Anime Awards | Найкращий жіночий персонаж                                      | Емма                         | Номінація      | [ 279 ] [ 280 ] |
| 2020 | Crunchyroll Anime Awards | Найкращий протагоніст                                           | Емма                         | Номінація      | [ 279 ] [ 280 ] |
| 2020 | Crunchyroll Anime Awards | Найкращий антагоніст                                            | Ізабелла                     | Перемога       | [ 279 ] [ 280 ] |
| 2020 | Crunchyroll Anime Awards | Найкраща драма                                                  | The Promised Neverland       | Номінація      | [ 279 ] [ 280 ] |
| 2020 | Crunchyroll Anime Awards | Найкраще фентезі                                                | The Promised Neverland       | Перемога       | [ 279 ] [ 280 ] |
| 2020 | Crunchyroll Anime Awards | Найкращий опенінґ                                               | «Touch Off» Uverworld        | Номінація      | [ 279 ] [ 280 ] |
| 2020 | Crunchyroll Anime Awards | Найкращий сейю                                                  | Кайда Юко в ролі Ізабелли    | Номінація      | [ 279 ] [ 280 ] |
| 2020 | Anime Trending Awards    | Аніме року                                                      | The Promised Neverland       | Номінація      | [ 281 ] [ 282 ] |
| 2020 | Anime Trending Awards    | Чоловік року                                                    | Рей                          | Номінація      | [ 281 ] [ 282 ] |
| 2020 | Anime Trending Awards    | Чоловік року                                                    | Норман                       | Номінація      | [ 281 ] [ 282 ] |
| 2020 | Anime Trending Awards    | Дівчина року                                                    | Емма                         | Номінація      | [ 281 ] [ 282 ] |
| 2020 | Anime Trending Awards    | Чоловік року другого плану                                      | Філ                          | Номінація      | [ 281 ] [ 282 ] |
| 2020 | Anime Trending Awards    | Чоловік року другого плану                                      | Дон                          | Номінація      | [ 281 ] [ 282 ] |
| 2020 | Anime Trending Awards    | Опенінґ року                                                    | «Touch Off» Uverworld        | Номінація      | [ 281 ] [ 282 ] |
| 2020 | Anime Trending Awards    | Ендінґ року                                                     | «Zettai Zetsumei» Cö Shu Nie | Номінація      | [ 281 ] [ 282 ] |
| 2020 | Anime Trending Awards    | Найкраще в адаптації                                            | The Promised Neverland       | Номінація      | [ 281 ] [ 282 ] |
| 2020 | Anime Trending Awards    | Найкраще в ансамблі                                             | The Promised Neverland       | Номінація      | [ 281 ] [ 282 ] |
| 2020 | Anime Trending Awards    | Найкраще в саундтреку                                           | The Promised Neverland       | Перемога       | [ 281 ] [ 282 ] |
| 2020 | Anime Trending Awards    | Драматичне аніме року                                           | The Promised Neverland       | Перемога       | [ 281 ] [ 282 ] |
| 2020 | Anime Trending Awards    | Містичне або психологічне аніме року                            | The Promised Neverland       | Номінація      | [ 281 ] [ 282 ] |
| 2020 | Anime Trending Awards    | Найкраща сейю                                                   | Ісе Марія в ролі Рея         | Номінація      | [ 281 ] [ 282 ] |
| 2020 | Anime Trending Awards    | Найкраща сейю                                                   | Учіда Маая в ролі Нормана    | Номінація      | [ 281 ] [ 282 ] |
| 2020 | Anime Trending Awards    | Спільний персонаж                                               | Рей                          | Номінація      | [ 281 ] [ 282 ] |
| 2020 | Anime Trending Awards    | Спільний персонаж                                               | Філ                          | Номінація      | [ 281 ] [ 282 ] |
| 2020 | Anime Trending Awards    | Спільний персонаж                                               | Дон                          | Номінація      | [ 281 ] [ 282 ] |

### Нотатки
1. ↑  Fuji TV перелічив дати виходу серій в ефір 7 січня о 25:25, тобто фактично 8 січня о 1:25 за японським стандартним часом[49].
2. ↑  Adult Swim оголосив про прем'єру аніме 13 квітня 2019 року о 00:00 за ET/PT, тобто фактично 14 квітня[62].